# العمارية (المنيا)
قرية العمارية  هي إحدي القرى التابعة لمركز دير مواس بمحافظة المنيا في جمهورية مصر العربية. حسب إحصاءات سنة 2006، بلغ إجمالي السكان في العمارية 5282 نسمة، منهم 2648 رجل و2634 امرأة.